# Гуска, Адам
А́дам Гу́ска (словац. Adam Húska; род. 12 мая 1997, Зволен, Банска-Бистрицкий край) — словацкий хоккеист, вратарь клуба «Лугано». На драфте НХЛ 2015 был выбран клубом «Нью-Йорк Рейнджерс» в 7-м раунде под общим 184-м номером.

## Карьера
Родился в Зволене. Заниматься хоккеем начал в команде родного города — «Зволен». Выступал за детские и юниорские команды «Зволена» вплоть до 2014 года, после чего его пригласили играть за юниорскую сборную Словакии (до 18 лет) в Первой лиге. В сезоне 2013/14 принял участие на юниорском чемпионате мира 2014. В начале мая 2014 года выбран на драфте Континентальной хоккейной лиги (КХЛ) новым клубом «Сочи». Начав следующий сезон в Первой лиге, продолжил карьеру в Северной Америке, в команде «Грин-Бей Гэмблерс» из Хоккейной лиге США (USHL), которая выбрала его на драфте лиги в 2014 году под общим 241-м номером. В апреле принял участие в своём втором юниорском чемпионате мира. ПО итогам турнира вошёл в топ лучших вратарей по количеству отражённых бросков. Уровень игры Гуски на первенстве мира привлёк внимание скаутов Национальной хоккейной лиги (НХЛ). На драфте НХЛ 2015 он был выбран клубом «Нью-Йорк Рейнджерс» в 7-м раунде под общим 184-м номером. В сезоне 2015/16 продолжил выступать «Грин-Бей Гэмблерс». Успешно провёл регулярный чемпионат, показав лучшие коэффициент надёжности и процент отражённых бросков в USHL, и был признан лучшим вратарём лиги. В этом сезоне дебютировал за молодёжную сборную Словакии, став основным вратарём на чемпионате мира до 20 лет.
В 2016 году поступил в Коннектикутский университет, где начал выступать за студенческую команду «Хаскис». В течение сезона 2017/18 спортивные права на словака дважды обменивались в КХЛ: сначала из «Сочи» они перешли в «Локомотив», а затем вернулись обратно южанам. Он играл за «УКонн Хаскис» до марта 2019 года, пока не подписал контракт новичка на три года с «Нью-Йорк Рейнджерс». Для получения игровой практики был отправлен в фарм-клуб «Рейнджерс» в Американской хоккейной лиге (АХЛ) «Хартфорд Вулф Пэк». До конца сезона принял участие в 9-и матчах «Хартфорда», одержав победу только в одной игре. Сезон 2019/20 проводил в «Вулф Пэк», но действовал не столь успешно: его на три матча его отправляли в аффилированный клуб в Хоккейную лигу Восточного побережья (ECHL). Старт следующего сезона в АХЛ из-за коронавирусной пандемии было решено перенести на 2021 год. Для получения игровой практики перешёл в аренду в «Зволен».

## Статистика

### Международная
По данным: Eliteprospects.com и Eurohockey.com 

## Достижения
Личные
| Год  | Команда           | Достижение                                 | Достижение |
| ---- | ----------------- | ------------------------------------------ | ---------- |
| 2016 | Грин-Бей Гэмблерс | Лучший процент отражённых бросков USHL     |            |
| 2016 | Грин-Бей Гэмблерс | Лучший коэффициент надёжности USHL         |            |
| 2016 | Грин-Бей Гэмблерс | Лучший вратарь USHL                        |            |
| 2016 | Грин-Бей Гэмблерс | Попадание в первую Сборную всех звёзд USHL |            |